# Tracy Caldwell Dyson
Tracy Caldwell Dyson (Arcadia, Kalifornia, 1969. augusztus 14. –) amerikai vegyész, űrhajós.

## Életpálya
Tanulmányai közben apja üzemében villanyszerelőként dolgozik. A California State University, Fullerton (CSUF) egyetemen kutató. Labor asszisztensként környezetvédelmi rendszert dolgozott ki a veszélyes vegyi anyagok és radioaktív anyagok feldolgozására, megsemmisítésére. 1997-től az Irvine-i Egyetemen légkörkémiával foglalkozott. Ebben az évben fizikai kémiából doktorált. Munkájának eredményét több konferencián, tudományos fórumon ismertette. A NASA 1998. június 4-től űrhajós jelölt, augusztustól részesült űrhajóskiképzésben, felkészítése során küldetés specialista lett. Összesen 188 napot, 19 órát és 14 percet töltött a világűrben.

## Űrrepülések
- STS–118 az amerikai űrrepülőgép-program 119., az Endeavour űrrepülőgép 20. repülése volt. Küldetésfelelősként a 24. „látogató expedíció” tagja a Nemzetközi Űrállomás (ISS) tudományos szolgálatában. A világűrben ünnepelte 38. születésnapját.
- Szojuz TMA–18 fedélzeti mérnöke. A 23. expedíció a Nemzetközi Űrállomásra, hosszú távú (176 nap) munkafolyamatra berendezkedve. A 24. expedíció során tért vissza a Földre.

## Írásai
Szakmai munkájának összefoglalóját több tudományos folyóirat közölte.

## Kitüntetések
- 2008-ban a California State University Fullerton díszdoktora lett.